# Jacqueline Shipanga
Jacqueline Tulipamwe Shipanga (* 3. Januar 1976 in Okahandja, Südwestafrika), meist nur Jacqui oder Professor, ist eine ehemalige namibische Fußballerin und ehemalige Nationaltrainerin der namibischen Frauenfußball-Nationalmannschaft. Sie leitet seit 2015 den Aufbau des Frauenfußballs in Namibia.
Shipanga war sowohl Nationaltrainer der Brave Gladiators sowie der U-20- und U-17-Nationalmannschaften der Frauen. Sie ist Gründerin der Jacqueline Shipanga Academy, mit der sie in der Saison 2011/12 die namibische Women’s Super League gewann. Zwischen 1998 und 2005 war Shipanga am Aufbau von drei Fußballvereinen für Frauen beteiligt.
Seit Anfang 2020 agiert sie interimistisch als technische Direktorin der Namibia Football Association. Eine permanente Anstellung lehnte sie im November 2021 ab.

## Erfolge
Shipanga war zwischen 1996 und 2008 ununterbrochen namibische Fußballmeisterin.
Sie ist die einzige Person in Namibia, die den FIFA-Master hält (Stand Oktober 2018).